# 2TE121型柴油机车
2TE121型柴油机车（俄語：2ТЭ121）是苏联的大功率干线货运柴油机车车型之一，是为适应苏联货物列车重量不断增长的需要，由位于乌克兰的伏罗希洛夫格勒内燃机车制造厂于1978年研制成功。2TE121型柴油机车是在2TE116型机车基础上研制而成的8000马力双节重联式柴油机车，由两节结构相同的六轴机车联挂而成，采用交—直流电传动，主要特点为使用整体承载式车体、架悬式转向架、囊式司机室、25吨轴重、大直径车轮等先进技术。2TE121型柴油机车能够牵引6000吨重载列车通过9‰长大坡度，并能够在各种恶劣气候条件下正常行驶。

## 发展历史

### 背景
1960年代初，随着苏联铁路运输量的大幅增长，由此产生了对新型大功率干线柴油机车的需求，根据当时苏联的干线柴油机车发展规划，提出的机车功率等级为2000、3000、4000、6000马力。根据当时由苏联交通部中央运输工程科学研究院（ЦНИИ）的计算，为了满足运输需求，苏联铁路的干线货运柴油机车应该有至少30%装用4000马力柴油机。当时苏联国内功率最大的干线柴油机车是2TE10L型机车，仍装用3000马力的10D100型二冲程柴油机及直流电传动装置，进一步发掘其提高功率的潜力是十分困难的，因此苏联的铁路科研部门决定开发新一代的四冲程柴油机，作为新型大功率柴油机车的动力来源。1966年，科洛姆纳内燃机车制造厂成功研制了Д49型四冲程柴油机（16ЧН-26/26）。1967年，卢甘斯克机车制造厂（1971年至1989年称为伏罗希洛夫格勒内燃机车制造厂）试制了首台装用1А-5Д49型柴油机的TE109型柴油机车，柴油机装车功率为3000马力，也是苏联第一种采用交—直流电传动装置的柴油机车。1971年，伏罗希洛夫格勒内燃机车制造厂研制了2TE116型干线货运柴油机车，计划作为2TE10型柴油机车的换代产品，单机功率等级同样为3000马力，但采用了先进的Д49型四冲程柴油机、交—直流电传动装置和无导框式标准转向架。
根据最初的技术规划，2TE116型柴油机车实际上是为研制更大功率机车的过渡阶段产品，因此柴油机装车功率仅为3060马力（16个气缸），单缸功率约为190马力；而在未来随着柴油机强化程度的提高，柴油机功率应进一步提升为4000马力（16个气缸）、单缸功率250马力，以及6000马力的20气缸柴油机，单缸功率可达到300马力。1972年，伏罗希洛夫格勒工厂开始小批量生产2TE116型柴油机车，但由于2TE116型机车在还没有经过全面试验及运用考核的情况下就投入生产及使用，导致机车的缺陷在运用过程初期中逐渐暴露出来，尤其柴油机的可靠性较差，为机务部门带来了不少麻烦。因此，科洛姆纳工厂和伏罗希洛夫格勒工厂不得不随着机车的生产，对机车各主要零部件逐步进行修改，以解决柴油机及电传动系统的可靠性问题。

### 研制
尽管在2TE116型机车的生产和改进过程中还碰到一堆问题，但伏罗希洛夫格勒工厂仍然同时开始研制下一代的大功率干线货运柴油机车。根据伏罗希洛夫格勒工厂与苏联交通部达成的共识，认为下一代的干线货运柴油机车应该以两节六轴机车组成、单机功率4000马力的双节式柴油机车作为基本系列，而且在动力装置、电气设备、车体结构、转向架等部件方面应该实现统一化，以减少设计和制造上的困难。与此同时，苏联的4000马力柴油机车的研制也取得了突破，科洛姆纳工厂于1973年成功研制TEP70型干线客运柴油机车，成为苏联第一种单机功率达到4000马力并投入批量生产的柴油机车。此后，伏罗希洛夫格勒工厂又分别在1974年和1975年，试制了同样装用5Д49型柴油机的TE129、TE120型柴油机车。
根据苏联交通部设定的技术指标，新一代的8000马力双节式柴油机车应采用25吨轴重，整备重量为2×150吨，轮径为1250毫米，持续牵引力不小于30吨。1977年，苏联制定了《干线内燃机车（型式和基本参数》标准》（ГОСТ 22602-77），为单节六轴的4000马力柴油机车提供了技术规范。1978年，伏罗希洛夫格勒工厂试制了首台2TE121型柴油机车。该型机车采用了一系列崭新的技术，包括整体承载式车体、电枢空心轴牵引电动机架悬式转向架、囊式司机室、整合式牵引发电机组、中央通风冷却系统等，使其技术水平及性能指标均处于当时世界领先水平。

### 改进

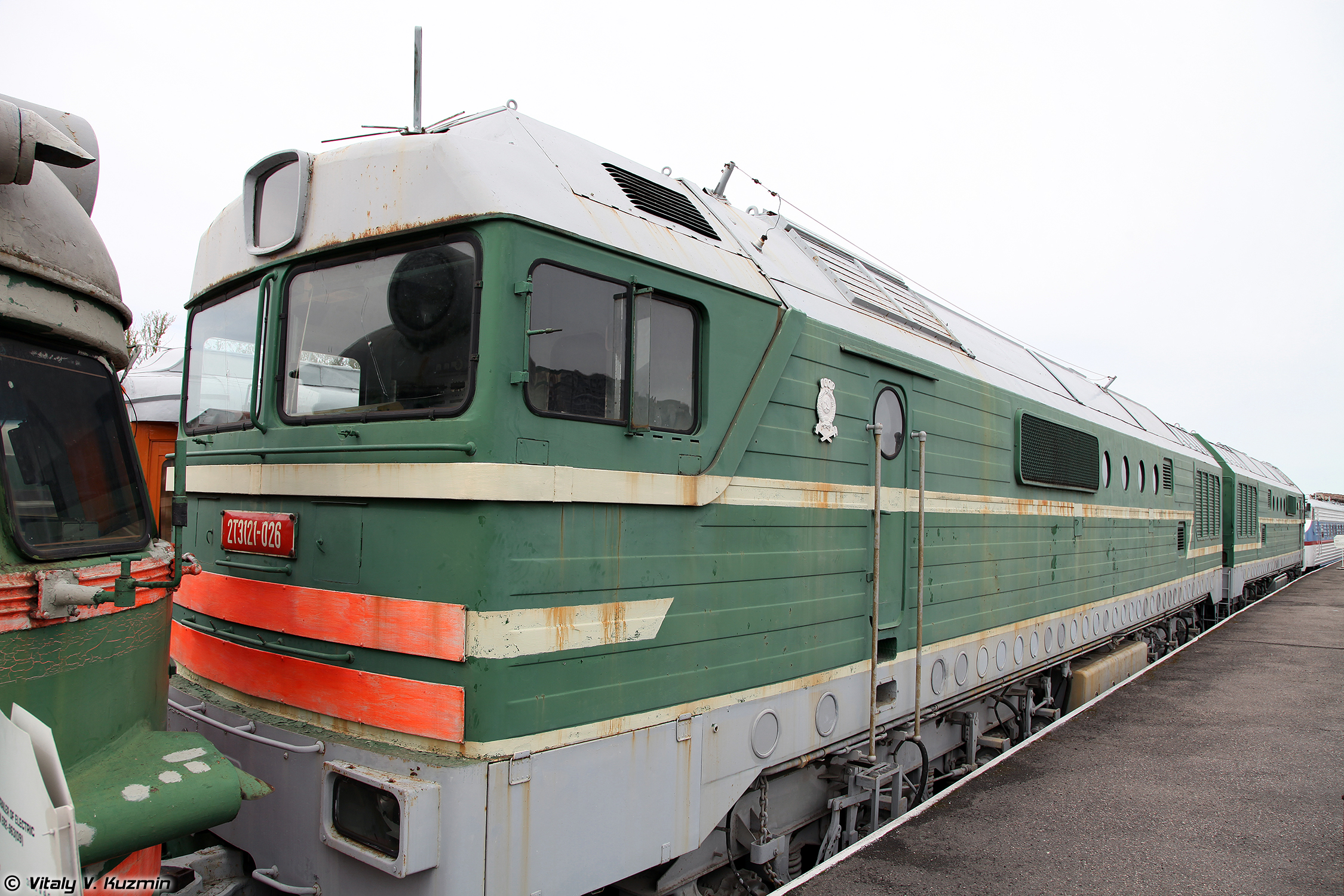
保存于圣彼得堡十月铁路博物馆内的2TE121-026号机车

2TE121-001号机车出厂后，在北高加索铁路局管内迈科普至别洛列琴斯卡亚区段进行了正线运行试验及动力学性能试验，此后又在全苏内燃机车科学研究院（ВНИТИ）及全苏铁道运输科学研究院（ВНИИЖТ）的组织下，在位于莫斯科州谢尔宾卡的环形铁道试验基地进行最高速度120公里/小时的高速运行试验，并根据试验结果提出了一些修改建议。2TE121-001号机车最主要的问题是重量太大，机车轴重达到26.8吨，远超过原本规定的25吨。由于当时苏联已经决定暂缓铺设Р65（每延米重65公斤）、Р75（每延米重75公斤）型重型钢轨，而且许多地区并没有足够的轨道养护设备。因此在这种情况下对机车轴重提出了更严格的要求，迫使伏罗希洛夫格勒工厂在短时间内重新设计机车结构，并在1979年试制了2TE121-002号机车。这台机车的单节长度由22米缩短到21米，使其单节重量能满足设计要求的150吨（±3%），而许多机械及电气部件也经过改良。1980年至1982年间，伏罗希洛夫格勒工厂又生产了2TE121-003、2TE121-004号机车，其中003号机车在1980年代曾长时间被全苏内燃机车科学研究院用于转向架的试验和研究。
1983年，伏罗希洛夫格勒工厂生产了2TE121-005号机车，从这台机车开始采用经过改进的5Д49型柴油机，并重新设计了车头外观，同年开始小批量生产。首批10台2TE121型柴油机车配属北方铁路局伯朝拉机务段投入使用，并显示出良好的效益。2TE121型机车的燃油消耗平均比2TE10V型机车降低了8～10%；同时由于机车功率较大，不仅能够提高货物列车牵引重量，而且也能缩短区间运行时分、提高列车赶点能力。此外，2TE121型机车也具有较好的司机工作环境及较小的轮轨磨耗。后来，乌克兰的顿涅茨克铁路局波帕斯纳亚机务段也开始配属2TE121型机车。
苏联解体以后，独联体国家的铁路运输生产均面临严重滑坡，在运量剧减、财政窘迫的情况下，俄罗斯联邦交通部及乌克兰交通部都终止采购2TE121型机车。至1992年停产，卢甘斯克机车制造厂共生产了76台2TE121型机车。同时，独联体国家的机车车辆修理也面临极大的困难，根本没有足够的修理能力来满足机车车辆的大修需求，而原本由卢甘斯克机车制造厂负责为2TE121型机车提供的ТР-3级大修，也被迫改由第三方的机车修理厂进行。而且由于2TE121型机车产量不大，机车配件供应亦无法得到保障。结果许多配属顿涅茨克铁路局的2TE121型机车在1990年代中期就相继被封存或报废，而俄罗斯的2TE121型机车也在2000年代陆续报废。

## 技术特点

### 总体结构
2TE121型柴油机车是双节重联的十二轴大功率干线货运用柴油机车，能确保在-50℃～40℃的环境温度下实现全天候稳定运行。每组机车由两节结构完全相同的六轴机车通过车钩、通过台、重联线等连接而成，也可以在必要时分解为两台机车单独运行。机车采用了整体承载结构的桁架式侧壁承载车体，车体是一个由车架（下弦梁）、侧墙、上弦梁、等部件焊接成一个完整的箱形结构。底架和车体结构中广泛采用低合金钢焊接结构，底架由厚度为4～6毫米的的箱形截面纵向侧梁组成，侧梁之间用钢板联结，其中的空间亦是中央通风冷却系统的送风道。燃油箱及总风缸吊挂在底架中部。2TE121型机车采用了独立模块化结构的囊式司机室，宽敞舒适的司机室整体通过橡胶垫固定到车架上，能有效减少司机室承受的噪音及振动，司机室内并设有空调、灶具、冰箱。除了司机室之外车体其他部分的铝制顶盖均为可拆式，以方便组装及维修。
制动系统采用空气制动机及组合式基础制动装置，实施双侧闸瓦制动，制动缸直径为10吋，制动系统组件包括483号空气分配阀、394号单元制动器、254号辅助制动阀；当制动初速为100公里/小时，机车制动距离不大于800米。2TE121型机车沿用了在TEP70型机车上首次采用的集中式中央通风冷却系统，由柴油机曲轴驱动的轴流式风扇，通过车体侧壁的百叶窗及空气滤清装置抽入冷风，经过通风支路为牵引发电机、牵引电机、整流装置进行冷却，中央通风冷却系统具有空气流量大、空气过滤效果好、减少辅助功率消耗等优点。全车所有通风机均采用鼠笼式三相异步电动机驱动。

### 柴油机
机车装用一台2В-5Д49型柴油机（苏联国家标准GOST型号为16ЧН26/26），是一种由科洛姆纳工厂研制的16气缸、四冲程、二级增压带中间冷却的V型中速柴油机，装车功率为4000马力（2,942千瓦），气缸直径为260毫米，活塞行程为260毫米，额定转速为每分钟1000转，最低稳定转速为每分钟350转，单位燃料消耗量为160克/有效马力·小时。柴油机采用了二级增压系统，第一级是单级轴流式废气涡轮增压器，第二级是由离心式鼓风机组成的单级机械增压器，两级增压器之间设有增压空气中间冷却器（中冷器）。柴油机整体净重18,520公斤。
柴油机的冷却水系统分为高温冷却水系统及低温冷却水系统。高温水系统是柴油机冷却水的系统，而低温水系统是为机油热交换器及中冷器而设的冷却水系统。冷却装置由散热器与风扇组成，冷却水带出的热能在散热器中传给空气而冷却。机车并设有一台2ПСГ02型启动发电机，通过齿轮变速箱直接与柴油机曲轴相连。启动发电机为一台直流电机，在机车起动时启动发电机由蓄电池供电，作为串励直流电动机运转并驱动柴油机起动；当机车完成启动后它又变为他励直流发电机，输出120伏直流电，供蓄电池充电、机车控制电路及照明设备用电。

### 传动系统
机车传动装置采用交—直流电传动，柴油机通过联轴器直接驱动一台三相交流同步牵引发电机，经硅整流装置转换成直流电后，供给六台并联的牵引电动机。牵引发电机与辅助发电机采用整合式设计，机车采用由哈尔科夫重型电机厂设计制造的А-714У2型牵引发电机组，是由设在同一焊接机座内的两台同步发电机组成，机组总重8200公斤，冷却方式为强迫通风。
牵引发电机为ГС-504А型凸极式三相交流他励同步发电机，发电机净重6500公斤，额定功率为2800千瓦；发电机定子为两组星形接法的三相绕组，彼此相差30°电角度；额定电压为366伏（2×2400安培），最高输出电压为580伏（2×1520安培），额定转速为每分钟1000转（100赫兹）。辅助发电机为一台400千瓦的自励同步发电机，为机车上的辅助机械包括通风机、油泵、水泵、空气压缩机等设备供电，同时经过整流为直流电后给牵引发电机励磁。2TE121型机车具有发电机恒功率励磁调节功能，以充分利用柴油机的功率。
牵引发电机发出的三相交流电由УВКТ-9У2型硅整流装置转换成直流电，整流装置设有二组并联的三相桥式整流电路，整流电路每一桥臂有九个并联支路，每个支路有二个串联连接的ВЛ200-8型雪崩整流二极管，全套整流装置共有216个二极管元件，额定输出电压为800伏（5400安培）。
牵引电动机采用ЭД-126У1型六极串励直流牵引电动机，额定功率为409千瓦，额定电压为548伏（820安培），最高工作电压为725伏（620安培），额定转速为每分钟480转，最高转速为每分钟1910转，定子及电枢绕组的绝缘等级分别为F级和H级，单台电机重量为3600公斤。此外，2TE121型机车并设有具备全功率自负荷试验功能的电阻制动装置，在电阻制动工况时牵引电动机变为他励直流发电机工作，并与制动电阻相联，单节最大制动功率为3200千瓦。

### 转向架
走行部采用无导框式三轴转向架。为了改善机车的粘着性能、减小接触应力，2TE121型机车的车轮直径由传统的1050毫米增大到1250毫米，转向架的尺寸和重量也相应增大，转向架重量比2TE116型机车增加了近40%。转向架的“目”字形构架由箱形截面的纵梁和横梁焊接而成，轴箱采用接触球轴承结构。一系悬挂装置借鉴了VL60、VL80型电力机车的成熟技术，由轴箱螺旋弹簧和均衡梁组成，静挠度约为100毫米。二系悬挂采用与2TE116型机车的橡胶堆旁承结构，静挠度约为16～18毫米。车体全部重量通过四点式橡胶堆旁承由两台转向架支承，牵引力和制动力通过心盘传递。
由于2TE121型机车的轴重提高到25吨，为了减少轮轨作用力，机车采用了电机空心轴式牵引电动机全悬挂弹性驱动装置。该技术借鉴自斯柯达公司为苏联提供的ChS2、ChS4型电力机车，牵引电动机全部重量悬挂在转向架构架上，牵引电动机的扭矩通过中空电枢轴上的齿轮联轴器，再经过连杆及橡胶绳膜片式联轴节，传递给齿轮减速箱，由主动齿轮传给从动齿轮，从而驱动轮对，齿轮联轴器及橡胶联轴节使整个传动装置在机车运行过程中都能和转向架构架作相对各向运动，齿轮减速箱的牵引传动齿轮比为22：95。

## 参看
- TEP70型柴油机车
- 2TE116型柴油机车
- 2TE126型柴油机车
- 4TE130型柴油机车
- TE136型柴油机车